# Liste der denkmalgeschützten Objekte in Böheimkirchen
Die Liste der denkmalgeschützten Objekte in Böheimkirchen enthält die 21 denkmalgeschützten, unbeweglichen Objekte der niederösterreichischen Marktgemeinde Böheimkirchen.

## Denkmäler
| Foto |                 | Denkmal | Standort                                                      | Beschreibung | Metadaten |
| ---- | --------------- | --- | ------------------------------------------------------------- | --- | --- |
| ja   | Datei hochladen | Kath. Filialkirche hll. Petrus und Paulus (hl. Peter am Anger) und ehemaliger Friedhof HERIS-ID: 32078 Objekt-ID: 29133             | Außerkasten 7, neben Standort KG: Außerkasten                 | Die Filialkirche St. Peter am Anger liegt auf einem Hügelrücken. Der kleine, spätgotisch veränderte Wehrbau aus dem 14. Jahrhundert ist von einer Mauer umgeben, die den früheren Friedhof miteinschließt. Urkundlich erstmals 1248 erwähnt, wurde sie im Jahre 1347 zur Kaplanei erhoben. An das Hauptschiff schließt südseitig ein spätgotisches Seitenschiff mit einem zweibahnigen Maßwerkfenster an, der Portalvorbau schließt westlich an beide Schiffe an und stammt aus dem späten 19. Jahrhundert. Der Chor hat ebenfalls zweibahnige spätgotische Maßwerkfenster und Strebepfeiler, nordseitig ein spätgotischer Sakristeianbau. Der massive, vorgestellte Westturm stammt aus der 2. Hälfte des 15. Jahrhunderts, er zeigt eine Ortsteingliederung, spitzbogige Schallfenster und einen oktogonal eingeschnürten Spitzhelm aus dem 19. Jahrhundert. Das zweijochige Langhaus stammt im Kern aus der 2. Hälfte des 14. Jahrhunderts, das Netzrippengewölbe aus der 2. Hälfte des 15. Jahrhunderts, die Konsolen teilweise figural reliefiert. Auf einem Mittelpfeiler mit Weihwasserstein und einem Netzrippengewölbe ruht die Westempore, die Holzbrüstung aus der Zeit um 1900. Im Westen Schulterportal zum Erdgeschoß des Turms und im Süden eine Spitzbogenarkade zum schmalen, zweijochigem Seitenschiff aus der 2. Hälfte des 15. Jahrhunderts, das mit einem Netzrippengewölbe gedeckt und mit einem 3/8-Schluss nach Osten geschlossen ist. Ein eingezogener, spitzbogiger Triumphbogen trennt das Langhaus vom zweistufig erhöhten, einjochigen Chor mit seinem 5/8-Schluss, der Chor stammt aus der 2. Hälfte des 14. Jahrhunderts. Die nordseitige Sakristei ist mit einem Tonnengewölbe versehen und durch ein Schulterportal vom Langhaus erschlossen. | BDA-Hist.: Q37946093 Status: § 2a Stand der BDA-Liste: 2025-06-30 Name: Kath. Filialkirche hll. Petrus und Paulus (hl. Peter am Anger) und ehemaliger Friedhof GstNr.: .10/1 Peter am Anger, Außerkasten, Böheimkirchen                         |
| ja   | Datei hochladen | Kath. Pfarrkirche hl. Jakobus der Ältere und Friedhof HERIS-ID: 32096 Objekt-ID: 29153                                              | Am Berg 1, neben Standort KG: Böheimkirchen                   | Die ehemalige Wehrkirche ist an drei Seiten von einem ummauerten Friedhof umgeben. Die Kirche dominiert mit dem Pfarrhof und der Volksschule auf dem Hochfeld, auch Am Berg genannt, den Ort. | BDA-Hist.: Q1679532 Status: § 2a Stand der BDA-Liste: 2025-06-30 Name: Kath. Pfarrkirche hl. Jakobus der Ältere und Friedhof GstNr.: 14/3, .42, 13/2 Pfarrkirche hl. Jakobus der Ältere, Böheimkirchen                                          |
| ja   | Datei hochladen | Pfarrhof, Einsäulenraum HERIS-ID: 31993 Objekt-ID: 29026                                                                            | Am Berg 1 Standort KG: Böheimkirchen                          | Der Pfarrhof wurde 1972 neu gebaut. Dabei wurde ein vierjochiger, quadratischer Einstützenraum mit wuchtiger toskanischer Mittelsäule und Kreuzgratgewölben aus dem 3. Viertel des 16. Jahrhunderts miteinbezogen. | BDA-Hist.: Q37945474 Status: Bescheid Stand der BDA-Liste: 2025-06-30 Name: Pfarrhof, Einsäulenraum GstNr.: .41/1 Pfarrhof Böheimkirchen |
| ja   | Datei hochladen | Flur-/Wegkapelle HERIS-ID: 32003 Objekt-ID: 29037                                                                                   | Florianigasse 11, bei Standort KG: Böheimkirchen              | Der als Hochfeldkapelle bezeichnete Breitpfeiler mit dreistufigem Sockel, Rundbogennische, Dreiecksgiebel und Satteldach wird auf die erste Hälfte des 19. Jahrhunderts datiert. In der Nische befinden sich ein Holzkreuz, ein Bild des letzten Abendmahls und ein Relief vom Typ Maria mit Kind. | BDA-Hist.: Q37945522 Status: § 2a Stand der BDA-Liste: 2025-06-30 Name: Flur-/Wegkapelle GstNr.: 871/4 |
| ja   | Datei hochladen | Hausberg Ödes Schloss HERIS-ID: 33694 Objekt-ID: 31384                                                                              | In Eigen Standort KG: Böheimkirchen                           | Die aus dem steilen Nordufer der Perschling herausgeschnittene Burg war von 1197 bis 1360 urkundlich im Lehensbesitz der Schenken von Wolfsberg. Der pyramidenstumpfartige Bau mit einem hufeisenförmigen Graben wurde nach mehreren Besitzerwechseln (1456, 1466) zur gebrochenen Feste und schließlich aufgegeben. | BDA-Hist.: Q37953463 Status: Bescheid Stand der BDA-Liste: 2025-06-30 Name: Hausberg Ödes Schloss GstNr.: 978 Hausberg Ödes Schloss |
| ja   | Datei hochladen | Rathaus/Gemeindeamt HERIS-ID: 32000 Objekt-ID: 29034                                                                                | Marktplatz 2 Standort KG: Böheimkirchen                       | 1897 wurden das alte, schon 1662 bezeugte, Marktrathaus und ein benachbartes Kellerhaus zum heutigen Rathaus vereint, das eine späthistoristische Fassade und einen Erker zeigt. | BDA-Hist.: Q37945502 Status: § 2a Stand der BDA-Liste: 2025-06-30 Name: Rathaus/Gemeindeamt GstNr.: 13/1 |
| ja   | Datei hochladen | Nischen-/Kapellenbildstock hl. Johannes Nepomuk HERIS-ID: 32044 Objekt-ID: 29092                                                    | Untere Hauptstraße 11, gegenüber Standort KG: Böheimkirchen   | Die Statue des hl. Johannes Nepomuk steht unter säulengestütztem Dach bei der Brücke über den Michelbach, am Sockel Stifterinschrift und Chronogramm 1729 und 1732. | BDA-Hist.: Q37945872 Status: § 2a Stand der BDA-Liste: 2025-06-30 Name: Nischen-/Kapellenbildstock hl. Johannes Nepomuk GstNr.: 874 |
| ja   | Datei hochladen | Kriegerdenkmal HERIS-ID: 31995 Objekt-ID: 29029                                                                                     | Standort KG: Böheimkirchen                                    | Das Kriegerdenkmal neben der Kirche hat eine wuchtige Säule mit einer Statue des hl. Sebastian. Es ist mit W(ilhelm) Frass 1922 bezeichnet. | BDA-Hist.: Q37945485 Status: § 2a Stand der BDA-Liste: 2025-06-30 Name: Kriegerdenkmal GstNr.: 871/3 |
| ja   | Datei hochladen | Ehem. Meierhof/Gutshof des Schlosses Maria Jeutendorf HERIS-ID: 32126 Objekt-ID: 29186seit 2013                                     | Maria Jeutendorf 17 Standort KG: Jeutendorf                   | Der stattliche Meierhof des Schlosses Jeutendorf wurde 1810/1811 unter der Leitung des Architekten Josef Kornhäusel errichtet. | BDA-Hist.: Q37946304 Status: Bescheid Stand der BDA-Liste: 2025-06-30 Name: Ehem. Meierhof/Gutshof des Schlosses Maria Jeutendorf GstNr.: 49/1, 49/2 Gutshof Maria Jeutendorf                                                                   |
| ja   | Datei hochladen | Pfarrhof, ehemaliges Servitenkloster, heute Karmel HERIS-ID: 32124 Objekt-ID: 29184                                                 | Maria Jeutendorf 23, 41 Standort KG: Jeutendorf               | Das ehemalige Servitenkloster wurde 1693 gestiftet, 1695 von den ersten Mönchen bezogen und im 18. Jahrhundert wesentlich erweitert. Die Kirche wurde 1718 fertiggestellt. Nach der Auflösung des Klosters im 20. Jahrhundert wurde es von der Diözese St. Pölten übernommen, die es dem Orden der unbeschuhten Karmelitinnen zur Verfügung stellte. | BDA-Hist.: Q37946281 Status: § 2a Stand der BDA-Liste: 2025-06-30 Name: Pfarrhof, ehemaliges Servitenkloster, heute Karmel GstNr.: 3, 5 Kloster Maria Jeutendorf                                                                                |
| ja   | Datei hochladen | Ehem. Schüttkasten, Marienhof, ehem. Benefiziatenheim HERIS-ID: 32125 Objekt-ID: 29185seit 2013                                     | Maria Jeutendorf 24 Standort KG: Jeutendorf                   | Der ehemalige Schüttkasten, ein frühneuzeitlicher dreigeschoßiger Bau mit Schopfwalmdach, in der ersten Bauphase von Schloss Jeutendorf errichtet und im 18./19. Jahrhundert mit gotisierenden Stilelementen zu Wohnzwecken umgebaut, diente im 19. Jahrhundert als Benefiziatenheim. Er verfügt über spätbarocke Fensterkörbe und kleine Ecktürmchen. | BDA-Hist.: Q37946293 Status: Bescheid Stand der BDA-Liste: 2025-06-30 Name: Ehem. Schüttkasten, Marienhof, ehem. Benefiziatenheim GstNr.: 18 |
| ja   | Datei hochladen | Schloss Jeutendorf HERIS-ID: 32127 Objekt-ID: 29187                                                                                 | Maria Jeutendorf 25 Standort KG: Jeutendorf                   | Das Schloss Jeutendorf, ein ehemaliges Wasserschloss des 16. Jahrhunderts, wurde 1810 nach Plänen des Architekten Josef Kornhäusel umgebaut. Von der ursprünglich vierflügeligen Anlage sind drei Flügel mit zweigeschoßigen Fassaden sowie ein runder südöstlicher Eckturm erhalten. Der ebenfalls runde Eckturm im Nordosten stammt aus dem 19. Jahrhundert, die hofseitige Terrasse und die Freitreppe aus dem Jahr 1920. Im Inneren befinden sich unter anderem kreuzgratgewölbte Räume mit Stuckrippen aus der zweiten Hälfte des 16. Jahrhunderts im Obergeschoß, in einem Raum eine biedermeierliche Fenstertäfelung aus der Zeit um 1810 sowie eingemauerte Reliefs (hl. Anna, Maria Hilf) aus dem 18. Jahrhundert. Das Schloss ist von einem Park umgeben, der wohl um 1810 als englischer Garten angelegt wurde. | BDA-Hist.: Q37946315 Status: Bescheid Stand der BDA-Liste: 2025-06-30 Name: Schloss Jeutendorf GstNr.: 86, 85, 88 Schloss Jeutendorf |
| ja   | Datei hochladen | Kath. Pfarrkirche Zur schmerzhaften Gottesmutter, Wallfahrtskirche des ehemaligen Servitenklosters HERIS-ID: 32123 Objekt-ID: 29183 | Maria Jeutendorf 41 Standort KG: Jeutendorf                   | Die Errichtung einer Kirche beim damaligen Servitenkloster wurde 1717 beschlossen, da die 1678 zur Verehrung eines Gnadenbildes der Mater Dolorosa gestiftete, 1683 von den Türken zerstörte, 1686 wieder hergestellte und 1706–1715 erweiterte Kapelle dem wachsenden Zustrom der Wallfahrer nicht mehr gewachsen war. 1718 wurden drei Altarsteine und die Gruft geweiht. 1757 war die Ausstattung fertiggestellt. 1787 erfolgte die Erhebung zur Pfarrkirche. Der Baumeister ist nicht überliefert, wird aber dem Schülerkreis von Jakob Prandtauer zugeordnet. | BDA-Hist.: Q37946271 Status: § 2a Stand der BDA-Liste: 2025-06-30 Name: Kath. Pfarrkirche Zur schmerzhaften Gottesmutter, Wallfahrtskirche des ehemaligen Servitenklosters GstNr.: 31, 1 Pfarrkirche Zur schmerzhaften Gottesmutter, Jeutendorf |
| ja   | Datei hochladen | Urlauberkapelle, Wallfahrtskapelle HERIS-ID: 32128 Objekt-ID: 29188                                                                 | Maria Jeutendorf 75 Standort KG: Jeutendorf                   | Der gemauerte Kapellenbildstock, der als Urlauber-, Wallfahrts- oder Steinböckkapelle bezeichnet wird, datiert auf die erste Hälfte des 18. Jahrhunderts, hat ein Satteldach mit Dreiecksgiebel (im Giebelfeld eine Nische mit Kreuz) über einem dreistufigen Gesims, darunter eine Rundbogennische, in der sich hinter einem mit 1891 bezeichneten Schmiedeeisengitter ein barockes Pietà-Bild befindet. | BDA-Hist.: Q37946326 Status: § 2a Stand der BDA-Liste: 2025-06-30 Name: Urlauberkapelle, Wallfahrtskapelle GstNr.: 170 |
| ja   | Datei hochladen | Friedhof christlich HERIS-ID: 82218 Objekt-ID: 96032                                                                                | Maria Jeutendorf 23, in der Nähe Standort KG: Jeutendorf      | | BDA-Hist.: Q38178016 Status: § 2a Stand der BDA-Liste: 2025-06-30 Name: Friedhof christlich GstNr.: 8 Friedhof Jeutendorf |
| ja   | Datei hochladen | Kath. Filialkirche hl. Martin HERIS-ID: 32137 Objekt-ID: 29197                                                                      | Lanzendorf 1, neben Standort KG: Lanzendorf bei Böheimkirchen | Die zur Pfarre Böheimkirchen gehörende Filialkirche hl. Martin in Lanzendorf, 1248 erstmals urkundlich erwähnt, hat ein rechteckiges romanisches Langhaus aus der Zeit um 1200, einen quadratischen Chor und eine Rundapsis. Der dem Portal vorgestellte Turm wurde im 15. Jahrhundert errichtet und steht leicht nach vorne geneigt. | BDA-Hist.: Q1258207 Status: § 2a Stand der BDA-Liste: 2025-06-30 Name: Kath. Filialkirche hl. Martin GstNr.: 145 Filialkirche Lanzendorf (Böheimkirchen)                                                                                        |
| ja   | Datei hochladen | Ortskapelle HERIS-ID: 32099 Objekt-ID: 29156                                                                                        | Mechters 22, neben Standort KG: Mechters                      | Die dem hl. Ulrich geweihte Ortskapelle von Mechters ist eine schlichte Holzkapelle des 19. Jahrhunderts mit Rundapsis, Satteldach und Dachreiter. | BDA-Hist.: Q17125008 Status: § 2a Stand der BDA-Liste: 2025-06-30 Name: Ortskapelle GstNr.: 36 |
| ja   | Datei hochladen | Kath. Filialkirche hl. Nikolaus HERIS-ID: 32131 Objekt-ID: 29191                                                                    | Schildberg 6 Standort KG: Schildberg                          | Langhaus im Kern aus der 1. Hälfte des 13. Jahrhunderts. Leicht rechteckiger Chor mit Kreuzrippengewölbe, 1. Hälfte des 14. Jahrhunderts. Spätere barocke Veränderungen. | BDA-Hist.: Q37946344 Status: § 2a Stand der BDA-Liste: 2025-06-30 Name: Kath. Filialkirche hl. Nikolaus GstNr.: .2 Filialkirche hl. Nikolaus, Schildberg                                                                                        |
| ja   | Datei hochladen | Schloss Neutenstein HERIS-ID: 32112 Objekt-ID: 29169seit 2013                                                                       | Untergrafendorf 10 Standort KG: Untergrafendorf               | Vierseitige Anlage um einen schmalen Hof, erbaut um 1600. Dreigeschoßige Fassade mit Rundbogenportal um 1600. Kapelle im Südtrakt, geweiht 1773. | BDA-Hist.: Q37946196 Status: Bescheid Stand der BDA-Liste: 2025-06-30 Name: Schloss Neutenstein GstNr.: 117, 123, 127/1, 127/2, 116/2 Schloss Neutenstein                                                                                       |
| ja   | Datei hochladen | Flur-/Wegkapelle HERIS-ID: 32115 Objekt-ID: 29172                                                                                   | Untergrafendorf 25, in der Nähe Standort KG: Untergrafendorf  | Wegkapelle mit vorgestelltem hölzernem Glockenturm in der Ortsmitte. Statue des Auferstandenen Christus aus der 1. Hälfte des 18. Jahrhunderts. | BDA-Hist.: Q37946241 Status: § 2a Stand der BDA-Liste: 2025-06-30 Name: Flur-/Wegkapelle GstNr.: 126 Wayside shrine and bell tower, Untergrafendorf                                                                                             |
| ja   | Datei hochladen | Kapelle hll. Rosalia und Vitus HERIS-ID: 32133 Objekt-ID: 29193                                                                     | Weisching 87, bei Standort KG: Weisching                      | Schlichter Bau mit Dachreiter aus den 1950er-Jahren. | BDA-Hist.: Q37946354 Status: § 2a Stand der BDA-Liste: 2025-06-30 Name: Kapelle hll. Rosalia und Vitus GstNr.: .74 Kapelle hll. Rosalia und Vitus, Weisching                                                                                    |